# Хамуд аль-Ґаїфі
Хамуд аль-Гаїфі (араб. حمود الجائفي; 1918 – 22 березня 1985) – єменський політичний діяч, прем'єр-міністр Єменської Арабської Республіки від квітня 1964 до січня 1965 року.